# Мирза Мухаммед Риза Калхур
Мирза Мухаммед Риза Калхур (перс. میرزا محمدرضا کلهر‎; род.1829 —  ум. 1892) — персидский государственный деятель и  писатель, поэт, каллиграф.

## Жизнь
Мирза Мухаммед Риза Калхур родился в 1829 году в Керманшахе. Он считается одним из самых выдающихся персидских каллиграфов XIX в., и его часто сравнивают с такими великими мастерами наста‘лика, как Мир ‘Али Харави (ум. в 1544 г.) и Мир ‘Имад Сайфи Казвини (1554 — 1615 гг.).
Появившись на свет в курдском племени Калхур, он должен был, следуя традиции, пойти по стопам отца, который был главой кавалерии, поэтому свои юные годы Мирза Мухаммед Риза проводил в совершенствовании своих навыков в искусстве верховой езды и стрельбы. Однако, он начал проявлять интерес к каллиграфии и стал тренироваться под руководством Мирзы Мухаммада Хансари в Тегеране, но затем он решил учиться по работам лучшего мастера наста‘лика Мира ‘Имада Хасани и отправился в Казвин, а затем в Исфахан, где каллиграф мог копировать оригиналы произведений каллиграфа, например, надпись с усыпальницы известного философа и мистика
Мира Финдараски (ум. в 1640 г.). ;  Распространившаяся слава Мухаммад-Ризы привлекла внимание Насир ад-дин-шаха, который пригласил его ко двору быть учителем, а затем предложил ему пост в Министерстве печати, во главе которого стоял Мухаммед Хасан-хан Е‘тимад ас-салтана. Но Калхур отклонил это предложение из-за ограниченных финансовых возможностей, и вместо этого решил зарабатывать на жизнь частными заказами, лишь по особым случаям помогая в Министерстве. Это время позволило ему усовершенствовать свои навыки и тренировать молодых каллиграфов. В 1883 г. его пригласили
присоединиться к шахской свите для путешествия в Хорасан. Калхур, будучи набожным ши‘итом, рассматривал эту поездку, как возможность посетить святыни в Мешхеде. В течение этой поездки, которая длилась с июня по октябрь 1883 г., он переписал каллиграфическим наста‘ликом двенадцать номеров газеты «Урду-йи Хумайун» («Августейшая ставка») (Х. Фаза’или называет ее «Вакай‘е-йи Урду-йи Хумайун» («События Августейшей ставки»)), который литографическим образом печатался и свободно раздавался всей шахской свите. Эти его работы считаются лучшим образцом искусства каллиграфа. ;  Калхур также создал огромное количество не подписанных листов сийахмашк. Его стремление к совершенству
в этом искусстве заставляла сидеть часами, а иногда и бессонными ночами за практикой. Он до такой степени исписывал листы, тренируясь, что цвет бумаги становился неразличим.  Калхур в день только шесть часов тратил на еду, сон и молитвы, все остальное же время он посвящал совершенствованию своего искусства каллиграфии и обучению учеников. 
Калхур умер во время эпидемии холеры в Тегеране в августе 1892 г. в возрасте шестидесяти пяти лет и был похоронен на кладбище Хасанабад, которое со временем исчезло, а на его месте сейчас находится пожарная станция. ;  У него было девять детей, шесть из которых умерли еще при его жизни.

## Творчество
Мирза Мухаммед Риза Калхур, будучи недовольным своими работами, уничтожал многие из них. И хотя самая важная его каллиграфическая работа — это датированный 1866 г. и хранящийся сейчас в библиотеке Дворца Гулистан список произведения «Файз ад-думу‘» («Изобилие слез») о мученической смерти Имама Хусайна, автором которого является Мухаммад-Ибрахим Навваб Тихрани. ; , Калхур известен своими прекрасными сийахмашками. Коллекция, состоящая из восьмидесяти трех образчиков, недавно опубликованная Центром Искусств в Тегеране, содержит в себе самые разнообразные его работы: от тщательных копий четверостиший в стиле Мир ‘Имада и искусных страниц из литературных произведений, созданных собственным сжатым наста‘ликом Калхура до практически абстракционистских композиций, в которых каллиграф практически всю поверхность листа покрывал чернилами. 
Калхур был новатором. Помимо того, что он в качестве литографа создал целый ряд новшеств, которые оказали большое влияние на почерк наста‘лик во второй половине XIX в., мастер письма еще изобрел свой собственный метод обучения каллиграфии. Традиционно он в себя включал копирование, повторение сначала отдельных букв алфавита, затем слов и целых предложений
выдающихся мастеров до тех пор, пока каллиграф не получит разрешение на обучение других. Калхуру же не нравился этот долгий процесс, и он решил, что будет обучать таким образом, чтобы сохранялся интерес студентов и поддерживалось их художественное сознание. Каллиграф писал на листе бумаги целую фразу, с которой, как он считал, его ученики должны справиться, и заставлял их ее копировать, в то же самое время отрабатывая отдельные буквы и слова на этом же листе.  Кроме того, Калхур также ввел новые способы заточки калама для того, чтобы облегчить легкость и скорость письма с печатной краской. Он использовал острый охотничий нож для заточки тростникового калама, обрезая лишь кончик, а не основную часть.
Он укоротил острие кончика калама, поместив туда ворсинки для того, чтобы чернила могли стекать более гладко. И до того, как была изобретена металлическая ручка, он также создал и металлический кончик калама. Его идея была вывезена за границу, а спустя какое-то время образцы вернулись в Иран. 
Изобретения Калхура служат свидетельством новаторского духа персидских каллиграфов XIX в., которые, работая в рамках традиционных канонов, часто позволяли себе немного свободы, создавая что-то новое. 